# Гуайнія
Гуайнія (ісп. Guainía)   — один з департаментів Колумбії. Розташовується на сході країни, межує з Венесуелою на сході і з Бразилією на півдні. Адміністративний центр  — місто Інірида.
Утворений 1963 року відділенням частині території департаменту Ваупес.

## Адміністративний поділ
| Барранко-Мінас (Barranco Minas)         | 4384   |
| Інірида (Inírida)                       | 17 866 |
| Какауаль (Cacahual)                     | 1592   |
| Ла-Гуадалупе (La Guadalupe)             | 225    |
| Мапірипана (Mapiripana)                 | 3072   |
| Моричаль-Нуево (Morichal Nuevo)         | 752    |
| Пана-Пана (Pana Pana)                   | 2224   |
| Пуерто-Коломбія (Puerto Colombia)       | 3753   |
| Сан-Феліпе (San Felipe)                 | 1362   |
| * Мапірипана є складовою Барранко-Мінас |        |